# Cave Creek
Cave Creek is een plaats (town) in de Amerikaanse staat Arizona, en valt bestuurlijk gezien onder Maricopa County.

## Demografie
Bij de volkstelling in 2000 werd het aantal inwoners vastgesteld op 3728.
In 2006 is het aantal inwoners door het United States Census Bureau geschat op 4951, een stijging van 1223 (32,8%).

## Geografie
Volgens het United States Census Bureau beslaat de plaats een oppervlakte van
73,1 km², geheel bestaande uit land. Cave Creek ligt op ongeveer 621 m boven zeeniveau.

## Plaatsen in de nabije omgeving
De onderstaande figuur toont nabijgelegen plaatsen in een straal van 32 km rond Cave Creek.